# Мустла
Му́стла (ест. Mustla alevik) — селище в Естонії, у волості Вільянді повіту Вільяндімаа.

## Населення
Чисельність населення на 31 грудня 2011 року становила 818 осіб.

## Історія
18 червня 1926 року Мустла отримало права селища.
1938 року селищу наданий статус міста, який діяв до 1979 року, після чого Мустла знову перетворено в селище.
З 19 грудня 1991 до 25 жовтня 2017 року Мустла входило до складу волості Тарвасту й було її адміністративним центром.

## Пам'ятки
- Пам'ятник героям війни за незалежність Естонії (Vabadussõja mälestussammas), історична пам'ятка[2]

## Галерея

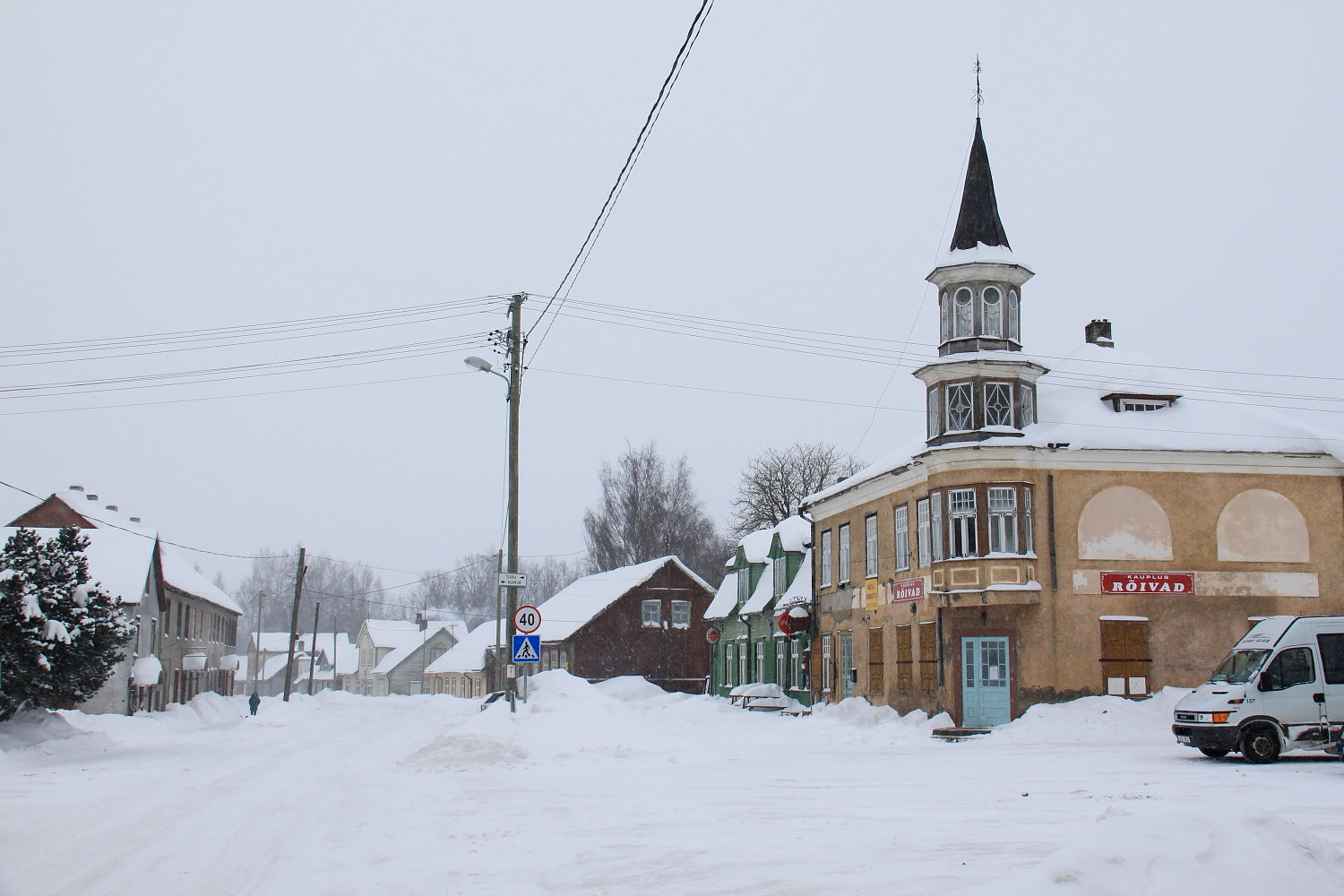
Мустла взимку
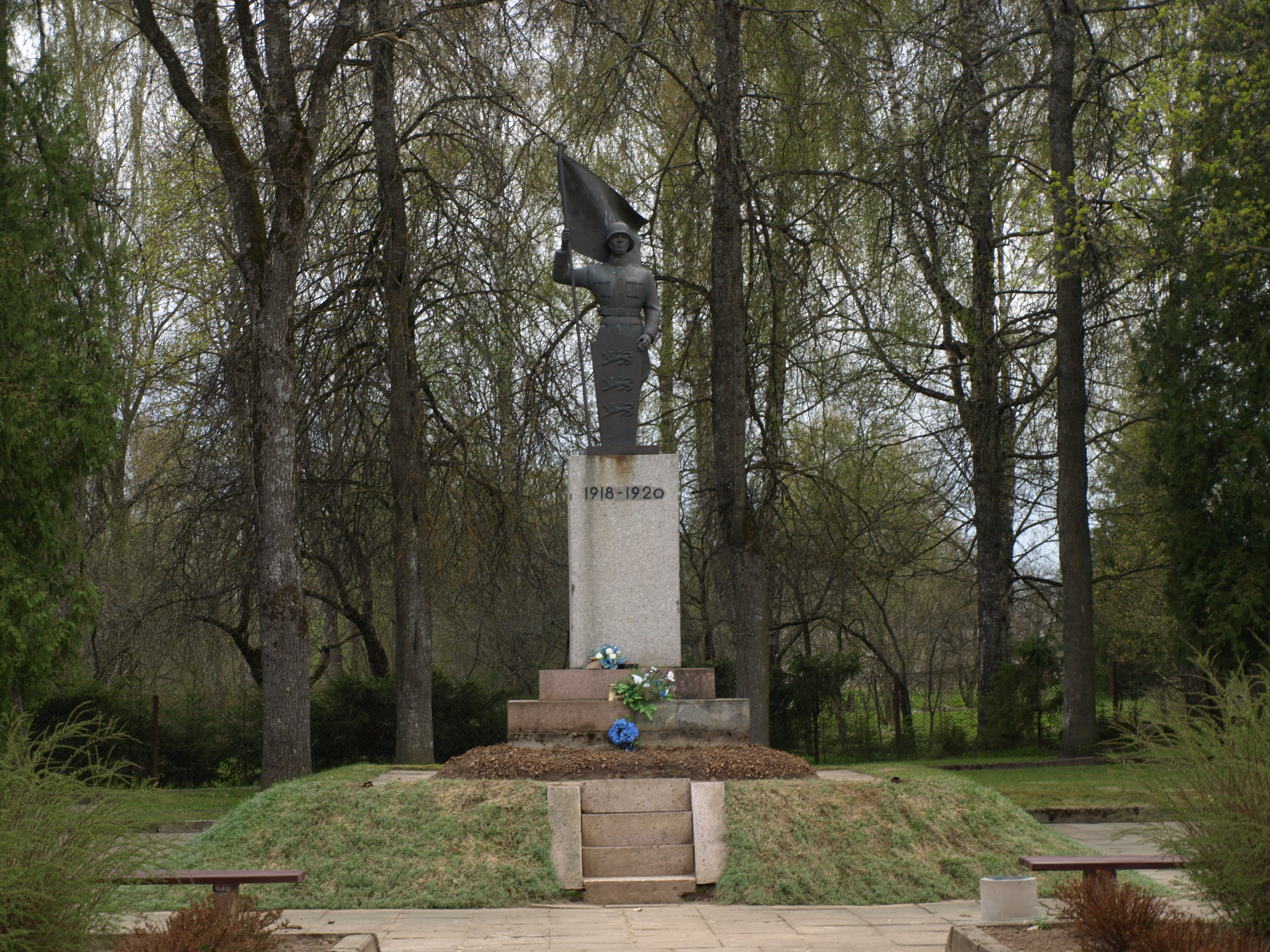
Пам'ятник героям війни за незалежність